# Manfred Ritter (Psychologe)
Manfred Ritter (* 27. April 1940 in Lustenau in Vorarlberg; † 6. Mai 2002 in Innsbruck) war ein österreichischer Psychologe und von 1985 bis 2000 Professor für Psychologie an der Universität Innsbruck.

## Leben
Manfred Ritter wurde als erstes von drei Kindern des Sägearbeiters Gebhard Ritter und seiner Ehefrau, der Bauerntochter Elfriede geb. Vogl, geboren. Von 1946 bis 1952 besuchte er die Volksschule in Andelsbuch, anschließend die Hauptschule in Bezau und ab 1953 das Bundesgymnasium in Bregenz, an dem er 1959 maturierte. Nachdem er von 1959 bis 1960 den Präsenzdienst beim österreichischen Bundesheer abgeleistet hatte, begann er 1960 das Studium an der Universität Innsbruck mit den Hauptfächern Altphilologie und Germanistik, wechselte aber 1962 die Studienrichtung und studierte nun Psychologie im Hauptfach (mit Physiologie, Philosophie und Erziehungswissenschaften als Nebenfächer).
Der damalige Institutsvorstand Ivo Kohler erkannte die analytischen Fähigkeiten Manfred Ritters, Lösungsvorschläge für wissenschaftliche Probleme zu finden, die unter anderem auch die Erstellung experimentalpsychologischer Versuchsanordnungen notwendig machten. Bereits 1963 nahm Ritter als Mitarbeiter am Forschungsprojekt „Color Discrimination without Color Vision“ (Projektleitung Anton Hajós) teil und wurde 1965 am Institut für Psychologie als wissenschaftliche Hilfskraft verpflichtet. 1966 konnte er als Mitarbeiter für das Forschungsprojekt „Studies in Artificially Disturbed Sensorimotor Coordination in Man“ (Projektleitung Doz. F. Thurner) gewonnen werden.
Das Thema seiner Dissertation lautete „Experimente mit systematisch gestörter sensomotorischer Koordination“, nach Abschluss der Rigorosen wurde Ritter 1969 sub auspiciis praesidentis rei publicae zum Dr. phil. promoviert. Nach den Rigorosen im Jahre 1968 war er zum Hochschulassistenten am Institut für Psychologie in Innsbruck ernannt worden, wobei er diese Funktion allerdings nur für kurze Zeit ausübte. Im März 1969 ging er zu einem einjährigen Forschungsaufenthalt an die Psychologische Abteilung des Max-Planck-Instituts für Psychiatrie in München (Leitung: J. C. Brengelmann) und wechselte 1971 als wissenschaftlicher Angestellter, dann als Dozent für Allgemeine Psychologie an das Psychologische Institut der Philipps-Universität in Marburg/Lahn. Im Juli 1979 habilitierte er sich dort für das Fach Allgemeine Psychologie. Während der Jahre 1979–1981 übernahm Ritter die Vertretung einer C-4-Professur für Allgemeine Psychologie an der Universität Konstanz.
In Innsbruck wurde 1981 nach der Emeritierung seines Lehrers Ivo Kohler die Lehrkanzel für Allgemeine Psychologie vakant. Nachdem Ritter die Allgemeine Psychologie bereits 1982/83 als Gastprofessor vertreten hatte, wurde er 1985 als Nachfolger von Ivo Kohler als Ordentlicher Professor für Allgemeine Psychologie an die Universität Innsbruck berufen. 1986 wurde er zum Institutsvorstand gewählt und bekleidete diese Funktion bis zu seiner Pensionierung im Jahr 2000. Allerdings waren ihm keine zwei Jahre in diesem begonnenen aktiven Ruhestand vergönnt.

## Werk
Ritter gehört zur dritten Generation der sog. „Innsbrucker Schule“, die von dem Physiker und Psychologen Theodor Erismann begründet und von Ivo Kohler weitergeführt wurde. Er war zuerst in diese wahrnehmungspsychologischen Studien eingebunden und konnte auch auf seiner späteren Arbeitsstätte in Marburg seine in Innsbruck begonnenen Forschungen fortsetzen. Er erweiterte seinen Forschungsschwerpunkt vor allem auf dem Gebiet der visuellen Wahrnehmung. So entstanden Arbeiten zur Bewegungswahrnehmung, zur Tiefenwahrnehmung und zur visuellen Richtungs- und Größenkonstanz, aber auch solche zum Entscheidungsverhalten bei emotionaler Labilität und zur Diagnostik sensorischer und motorischer Funktionen. 1986 gab er im Verlag „Spektrum der Wissenschaft“ das Mehrautorenwerk „Wahrnehmung und visuelles System“ heraus und im Jahre 1997 die „Wahrnehmungspsychologie“, eine von ihm bearbeitete und vor allem durch Ergebnisse der europäischen Forschung und Hinweise auf deren Geschichte ergänzte deutsche Fassung des amerikanischen Standardlehrbuchs „Sensation and Perception“ von E. B. Goldstein. Für die Neuauflage der deutschsprachigen Fassung dieses Buches, die 2002 posthum erschien, schrieb er das Kapitel „Lageorientierung und vestibuläres System“.

## Ausgewählte Schriften
- Manfred Ritter (1977). Effect of disparity and viewing distance on perceived depth. Perception & Psychophysics, 22(4), 400–407.
- Manfred Ritter (1979). Perception of depth: Processing of simple positional disparity as a function of viewing distance. Perception & Psychophysics, 25, 209–214. https://doi.org/10.3758/BF03202988
- Manfred Ritter (1980). Perception of depth: Different processing times for simple and relative positional disparity. Psychological Research, 41, 285–295.
- Manfred Ritter (1999). Wahrnehmung und visuelles System. Heidelberg: Spektrum Akademischer Verlag. ISBN 978-3922508366
- Manfred Ritter (Hrsg., 2002): E. Bruce Goldstein, Wahrnehmungspsychologie (2. deutsche Ausgabe).  Heidelberg: Spektrum Akademischer Verlag. ISBN 978-3-8274-1083-2